# Sanbu, Guangdong
Sanbu (kinesiska: 三埠) är ett stadsdelsdistrikt i sydöstra Kina. Det ligger i Kaiping i staden Jiangmen i provinsen Guangdong, omkring 100 kilometer sydväst om provinshuvudstaden Guangzhou. Antalet invånare är 173 100. Befolkningen består av 87 129 kvinnor och 85 971 män. Barn under 15 år utgör 15,0 %, vuxna 15-64 år 77 %, och äldre över 65 år 7,0 %.